# Lukas Rombach

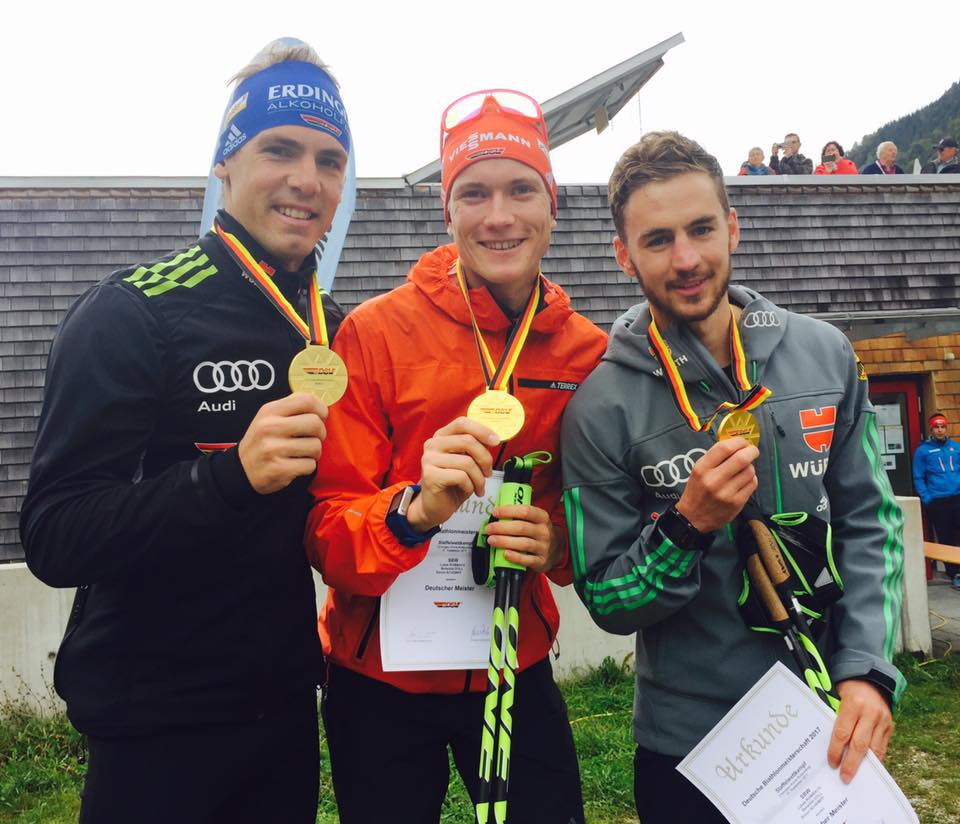
Lukas Rombach (re.) mit Simon Schempp (li.) und Benedikt Doll

Lukas Rombach (* 8. Januar 1993) ist ein deutscher Biathlet.

## Werdegang
Rombach startet für den SC Wehr und gehört der Sportfördergruppe der Bundeswehr an. Er gab sein internationales Debüt im Rahmen der Studenten Winter-Universiade 2013 in Val di Fiemme, wo er 43. des Sprints und 36. der Verfolgung wurde.
Im Jahr 2008 wechselte er auf das Skiinternat Furtwangen, wo er seine sportliche Entwicklung vorantrieb. Im Juniorenbereich verpasste er die Qualifikation für eine Juniorenweltmeisterschaft mehrmals knapp, konnte aber in den nationalen Rennen, sowie bei zahlreichen Alpencups vordere Platzierungen einfahren. Nach dem Abitur 2012 am Otto-Hahn-Gymnasium in Furtwangen nahm er unmittelbar im Anschluss daran ein Studium an der dortigen Hochschule für Wirtschaft und Technik auf.
In seinem letzten Juniorenjahr in der Saison 2012/13 wurde er erfolgreichster Teilnehmer der Deutschen Juniorenmeisterschaften am Großen Arber, als er den Deutschen Meistertitel im Einzel über 15 km, und in der Staffel, gemeinsam mit Roman Rees und Alexander Ketzer, holte.
Im Sommer 2013 wechselte er vom heimischen Stützpunkt im Schwarzwald nach Ruhpolding in die Trainingsgruppe von Tobias Reiter. Ein Jahr später trainierte er fortan in einer Trainingsgruppe mit Simon Schempp und Florian Graf unter der Leitung von Ricco Groß und Andreas Stitzl.
Im Herrenbereich gewann Rombach 2013 bei den Deutschen Meisterschaften mit der Staffel, zusammen mit Tobias Hermann und Benedikt Doll, die Bronzemedaille. Ein Jahr später er bei den Deutschen Meisterschaften 2015 Elfter des Sprints und Zehnter der Verfolgung im Hohenzollernskistadion am Großen Arber.
Bei den Deutschen Meisterschaften 2016 in Oberhof und Altenberg erreichte er mehrere vordere Platzierungen, darunter Fünfter des Sprints, Siebter der Verfolgung, und Fünfter des Massenstarts.
Nach einem vierten Rang in der Gesamtwertung der Deutschen Meisterschaften 2016 gelang Rombach im September die Qualifikation für die IBU Cup Saison 2016/17. In diese startete er im norwegischen Beitostölen mit einem 68. Rang. Es folgte ein 25. Rang im zweiten Sprintwettbewerb. Im zweiten IBU Cup der Saison in Ridnaun/ITA errang er zu Beginn einen 3. Platz im Mixed-Wettbewerb zusammen mit Nadine Horchler, Denise Hermann und Matthias Bischl. Im darauffolgenden Sprint und der Verfolgung erreichte er die Plätze 38. und 40. Beim dritten IBU Cup in Obertilliach/AUT erreichte er im Einzelwettkampf über 20 km den 63. Rang. Am folgenden Tag gelang ihm im Sprint sein bis dato bestes Einzelergebnis mit Platz 22 und zwei fehlerfreien Schießen. Im weiteren Verlauf der Saison 2016/17 trat Rombach nicht mehr groß in Erscheinung, da er u. a. an einer chronischen Mandelentzündung erkrankte.
In der Saison 2017/18 gewann Rombach bei den Deutschen Meisterschaften in Ruhpolding mit der Baden-Württembergischen Staffel seinen ersten DM-Titel.